# Acacia alocophylla
Acacia alocophylla é uma espécie de leguminosa do gênero Acacia, pertencente à família Fabaceae.